# إيروفلوت الرحلة 1492
رحلة ايروفلوت 1492 كانت رحلة ركاب محلية مجدولة من مطار شيريميتيفو الدولي إلى مطار مورمانسك ‏ في روسيا. في 5 مايو 2019 ، عادت طائرة السوخوي سوبرجت 100 إلى شيريميتيفو بعد وقت قصير من الإقلاع. حيث اشتعلت النيران في الأجنحة والجسم الخلفي بعد هبوط قاس على المدرج، وأفيد أن 41 شخصًا ممن كانوا على متنها قد قتلوا في الحادث.
كان هذا أول حادث مميت ضمن طائرة سوخوي سوبرجت 100 وذلك منذ حادثة جبل سالاك عام 2012 ‏. الحادث الأسبق لشركة إيروفلوت كان في رحلة ايروفلوت 821 ‏ عام 2008 .

## الحادث
أقلعت الرحلة رقم 1492 من مطار شيريميتيفو الدولي إلى مطار مورمانسك ‏ في الساعة 18:02 بالتوقيت المحلي (15:02 بالتوقيت العالمي ). ذكرت التقارير الأولية أن صاعقة ضربت جسم الطائرة أثناء الطيران. في أثناء الرحلة، تم تغيير رمز جهاز الإرسال / الاستقبال إلى 7600 (عطل الراديو) في الساعة 15:11 بالتوقيت العالمي وبعد ذلك إلى 7700 (طوارئ) في الساعة 15:25 بالتوقيت العالمي 
توقفت الطائرة عن الصعود على مستوى الطيران 090 ( 9,000 قدم (2,700 م)) وعادت إلى الخلف، مجرية مناورة على شكل دائرة قاسية إلى شمال شرق المطار ثم نفذت هبوطًا طارئًا بعد حوالي 27 دقيقة من الإقلاع، حيث ارتد ومن ثم انحرف عن سطح المدرج. كل شيء ما عدا جسم الطائرة الأمامي تم تدميره أثناء الحريق.
تشير التقارير الصادرة عن الركاب الناجين إلى أن ضربة صاعقة ربما تكون قد حدثت بعد فترة وجيزة من الإقلاع، وقال أفراد الطاقم أن فقدان الاتصال بمراقبة الحركة الجوية قد يكون ناتجا عن الإصابة بالصاعقة .
أعلنت لجنة التحقيق الروسية أنه من بين الطاقم الخمسة و 73 راكبا، نجا فقط 37 شخصا من الكارثة  وأن 41 آخرين على متنها، بما في ذلك أحد أفراد الطاقم، قد توفوا.
خلال عملية الإخلاء، شوهد الركاب وهم يحملون أمتعة يدوية كانت معهم على متن الطائرة وذلك أثناء الانزلاق على بالونات الهروب المنفوخة عند المخارج. تفيد التقارير أن محاولات الركاب استعادة الأمتعة من الصناديق فوق المقاعد أدت إلى إبطاء عملية الإخلاء وزيادة عدد الضحايا.

## الطائرة
كانت الطائرة من طراز سوخوي سوبرجت 100 روسية الصنع برقم تسجيل RA-89098  ورقم MSN (الرقم التسلسلي للمصنع) 95135 ، طارت لأول مرة في عام 2017. تم تسليمها إلى شركة إيروفلوت في 27 سبتمبر 2017.

## التحقيق
تم فتح تحقيق في الحادث  من خلال لجنة الطيران الدولية، وهي الجهة المسؤولة عن التحقيق في حوادث الطيران المدني في روسيا. في 6 أيار (مايو) 2019 ، ذكرت اللجنة في بيان صحفي أن كلا من مسجلي الطيران قد تم استردادهما. تم العثور على مسجل صوت قمرة القيادة (CVR) في حالة جيدة ولكن غلاف مسجل بيانات الرحلة (FDR) كان معطوبًا بسبب التعرض لدرجات حرارة مرتفعة للغاية وكان متخصصو اللجنة يعملون على استخراج البيانات. ذكرت بي بي سي نيوز أن التحقيق يدرس إمكانية حدوث خطأ طيار في ضوء العديد من القراءات غير القياسية للرحلة، بما في ذلك الهبوط.

## استجابة وسائل الإعلام
تم انتقاد القنوات التلفزيونية الروسية بسبب تغطيتها المتفرقة للحادث في اليوم الذي وقعت فيه، حيث لوحظ أن المنافذ الإخبارية كانت قد خصصت 9 دقائق و 47 ثانية فقط من البث ضمن كامل مجموع البث بين المحطات الرئيسية الثلاث. حيث أعطيت الأزمة الرئاسية الفنزويلية لعام 2019 أولوية قصوى ولم يتم تغيير أوقات البرامج المقررة مسبقًا لمحاولة عرض تفاصيل أكثر عن الحادث.